# Troisvilles
 Troisvilles  é uma população e comuna francesa, na região de Altos da França, departamento do Norte, no distrito de Cambrai e cantão de Le Cateau-Cambrésis.